# Stade de la Meinau
Vous lisez un « article de qualité » labellisé en 2010.
Le stade de la Meinau, communément appelé la Meinau, est un stade de football situé à Strasbourg, en France dont le club résident est le Racing Club Strasbourg Alsace.
Le site du stade de la Meinau est utilisé pour y jouer au football depuis 1906, lorsque le club du FC Frankonia transforme progressivement la prairie du jardin Haemmerlé en terrain de football. À partir de 1914, le pré est utilisé par le FC Neudorf qui se renomme Racing Club de Strasbourg en 1919. La première tribune en bois est construite en 1921, année où le jardin prend le nom de stade de la Meinau. L'enceinte est rénovée en 1951 avant d'être complètement reconstruite en 1984. Doté alors de plus de 40 000 places, la capacité est ensuite réduite à 29 320 places dont 23 320 assises pour mettre le stade aux normes de sécurité et de confort. Après installation des écrans géants lors de la saison 2017/2018 quelques places assises sont encore retirées portant le nombre de places assises à environ 23 000. La capacité totale est donc actuellement de 26 100 places dont environ 22 000 places assises et 4 000 debout. Un projet de rénovation, restructuration et d'agrandissement est en cours, et portera la capacité du stade à l'horizon 2025 à environ 33 000 places assises et le situera premier stade de la région Grand Est.
La Meinau est, en 2016, le seizième plus grand stade français au nombre de places proposées (onzième rang national des stades de football puisque Gerland et Chaban-Delmas sont désormais destinés au rugby). Principal équipement sportif de la ville, stade du RC Strasbourg, l'enceinte accueille ponctuellement d'autres évènements sportifs ou culturels. Le stade se situe dans le quartier de la Meinau aux bords du Krimmeri.

## Historique

### Le jardin Haemmerlé

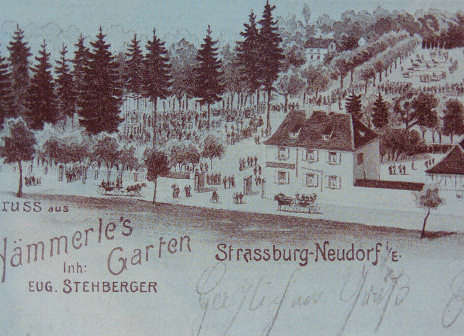
Carte postale du jardin Haemmerlé.

L'histoire du football sur les lieux de l'actuel stade de la Meinau commence officiellement en 1906, quand le restaurant du jardin Haemmerlé (en allemand Hämmerle's Garten) y loue une prairie au club de football du Fussball Club Frankonia. Le FC Frankonia, qui se renomme Red Star Strasbourg en 1919, est fondé en 1900 par des Allemands venus à Strasbourg après l'annexion en 1871 de l'Alsace-Lorraine par l'Empire allemand. Le club transforme progressivement le pré en terrain de football en nivelant tout d'abord le sol et en installant des « poteaux de but noir et blanc ». Le jardin Haemmerlé, dans l'ancien faubourg strasbourgeois du Neudorf, accueille alors de nombreux promeneurs tout comme les autres parcs publics de la ville tels le parc des Contades ou le parc de l'Orangerie. Le FC Frankonia compte en profiter pour attirer des spectateurs, et installe ainsi une main courante autour de l'aire de jeu.
Le pré est revendu en 1914 à un nouveau propriétaire. Un autre club de football, le Fussball Club Neudorf qui se renomme Racing Club de Strasbourg en 1919, lui propose de louer le terrain de jeu du jardin Haemmerlé pour 300 marks par an. Le FC Neudorf signe le 1er avril 1914 un long bail pour l'utilisation de la longue prairie entourée de jardins familiaux en contrepartie du loyer de 300 marks. Le FC Frankonia refuse d'abandonner le jardin qu'il a transformé en terrain de football et engage un procès contre le club neudorfois. Le 14 avril 1914, la justice des hauts fonctionnaires allemands accorde au futur Racing Club de Strasbourg le droit d'utiliser ce terrain aux portes de la ville. Le FC Frankonia quitte le terrain, non sans emporter tout son équipement. Le déménagement des structures du FC Neudorf dans le jardin Haemmerlé est une étape importante du club : il lui permet de disposer d'un bon terrain de football et d'accroître sa notoriété locale. En effet, le jardin est connu de tous les habitants.

### Premiers aménagements
Les premiers aménagements de la prairie sont retardés par la Première Guerre mondiale. Il faut attendre 1921 pour que la première tribune soit construite autour du jardin Haemmerlé. Il s'agit d'une tribune en bois comportant des places assises. C'est à cette époque que le jardin prend le nom de stade de la Meinau,. Ces premiers travaux sont accompagnés d'un fort engouement au RC Strasbourg de la part des premiers supporters, les joueurs y participent par exemple à titre bénévole. En 1930 le stade est doté d'une deuxième tribune en bois, qui propose des places debout. La « tribune Nord » et la « Stehtribune », construites respectivement en 1921 et 1930, permettent au stade de la Meinau de pouvoir accueillir jusqu'à 18 000 spectateurs.

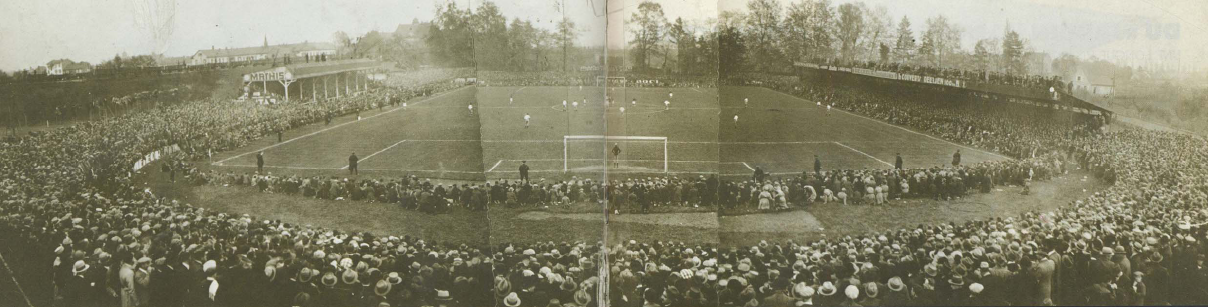
Rencontre RC Strasbourg-FC Mulhouse, le 4 novembre 1934 à la Meinau. À gauche la tribune places assises, à droite la tribune en place debout ainsi que dans les deux virages de chaque côté des buts.

C'est en évoluant dans cette enceinte que le RC Strasbourg décroche notamment la place de vice-champion de France au cours du championnat de Division 1 1934-1935, pour sa première saison au sein de l'élite après son passage au professionnalisme en 1933. En 1938, la Meinau accueille son premier grand évènement international. À l'occasion de la Coupe du monde de football de 1938 organisée en France, le huitième de finale opposant la Pologne au Brésil est disputé le 5 juin 1938 à Strasbourg. La victoire des Brésiliens, 6-5 après prolongation, est suivie par 13 452 spectateurs payants, l'affluence totale étant même estimée à 20 000 personnes.

### L'agrandissement de 1951
Le maintien de l'enceinte est menacé en 1934, quand un « plan d'alignement de voirie » prévoit la construction d'une route sur l'emplacement du stade pour relier un nouveau quartier au centre de Strasbourg. Ce projet n'est pas réalisé et le conseil municipal décide au contraire à la fin des années 1940 de rénover le stade. Une nouvelle tribune d'honneur couverte en béton armé de 2 500 places et des nouveaux gradins sont construits, la capacité totale atteint le nombre de 30 000 spectateurs. La toiture de la nouvelle tribune repose sur quatre poteaux. Les gradins d'une forme semi-circulaire se trouvent derrière les buts et permettent de relier la tribune d'honneur à la tribune opposée. Une tribune est également destinée aux journalistes.
Le stade, dédié jusqu'alors exclusivement au football, est doté d'une piste d'athlétisme comportant six couloirs. Le nouveau terrain a une taille de 105 × 65 mètres. De nouveaux équipements sont construits comme une salle d'éducation physique, une infirmerie moderne et sept logements au premier étage d'une tribune. L'inauguration de ces nouvelles installations pour un coût de 40 millions de francs de l'époque a lieu le 11 novembre 1951,,. L'ancienne tribune présidentielle datant de 1921 est alors offerte au club de football de l'Association sportive de la Bruche Schirmeck-La Broque (ASB) créée en 1934, pour être installée au stade Alfred-Lutz à La Broque,.
La première grande affluence dans ce nouveau stade est la rencontre de Division 2 1952-1953 contre le Toulouse Football Club. La rencontre, suivie par 26 740 spectateurs, est importante pour la montée en Division 1 et oppose les deux premiers au classement,. En 1959, 27 807 spectateurs se déplacent à la Meinau pour la réception du grand Stade de Reims puis, dans les années 1960, l'affluence maximum atteint 28 914 personnes pour le match de Coupe des villes de foires 1964-1965 contre Manchester United. Des affluences de plus de 30 000 spectateurs sont enregistrées au cours des années 1970, notamment lors de la saison du titre de champion de France 1978-1979.

### Modernisation du stade

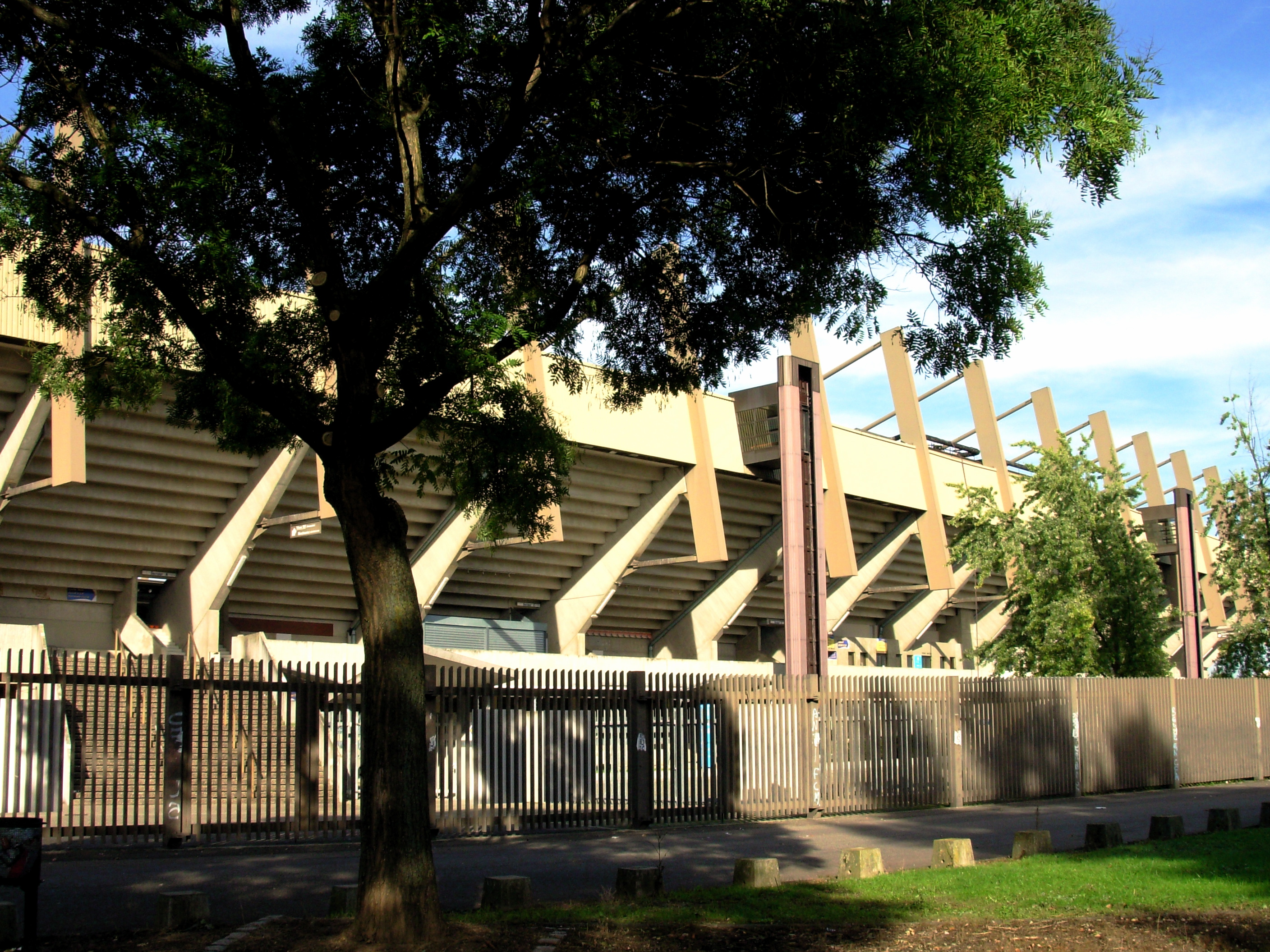
Vue extérieure des tribunes inaugurées en 1984.

En 1978, la municipalité de Strasbourg décide de reconstruire le stade dans le cadre du Championnat d'Europe de football 1984 organisé en France. Le virage Ouest est fermé pour cause de travaux, la capacité du stade est limitée à 29 500 places pour la fin de saison 1978-1979. Le Racing, alors premier de Division 1, reçoit le Paris Saint-Germain lors de l'avant-dernière journée de championnat. Sous la pression de spectateurs sans billets, les grilles du stade sont ouvertes et 5 000 d'entre eux s'engouffrent dans le stade. Dans les gradins c'est la cohue et certains spectateurs suivent la rencontre depuis les échafaudages du chantier, accrochés aux pylônes d'éclairage ou sur la toiture du stade. Strasbourg s'impose 3-0 dans une « incroyable ambiance » et file vers le titre de champion de France.
De profonds désaccords opposent en 1980 l'entraîneur Gilbert Gress au président André Bord. La décision de limoger l'entraîneur s'ébruite avant la réception du champion en titre, le FC Nantes, le 23 septembre. Les supporters lancent des slogans hostiles au président pendant tout le match. À la fin de la rencontre c'est l'émeute : le stade est mis à sac, un incendie se déclare dans les tribunes et les CRS chargent les supporters, occasionnant de nombreux blessés,,,,.
Les tribunes sont démolies et reconstruites une à une pendant cinq ans jusqu'en 1984. Le coût de l'opération se monte à 117 millions de francs,. Le nouveau stade de 42 756 places dont 17 000 assises, est inauguré officiellement le 17 avril 1984. Le lendemain a lieu le premier match de football à l'occasion d'une rencontre amicale entre la France et l'Allemagne de l'Ouest,,. Quelques semaines plus tard, deux matchs du premier tour de l'Euro 1984 ont lieu à la Meinau : Allemagne de l'Ouest - Portugal et Danemark - Belgique. En 1988, l'enceinte accueille la finale de la Coupe d'Europe des vainqueurs de coupe opposant l'Ajax Amsterdam au FC Malines qui gagne 1-0.

### Années 1990
En 1992, l'organisation de la Coupe du monde 1998 est confiée à la France. Un an plus tard, Michel Platini, coprésident du comité français d'organisation, propose à la ville de Strasbourg d'agrandir la Meinau pour pouvoir y participer. Des travaux sont nécessaires car la Meinau ne comporte que 40 % des 40 000 places assises requises pour pouvoir accueillir l'évènement. Le coût de la remise à niveau s'élève à 200 millions de francs. Malgré les promesses d'une aide financière de l'État et du comité d'organisation de la Coupe du monde, la ville refuse finalement en 1994 de rénover l'enceinte,,,.
À la suite du drame du Heysel en 1985 et à la tragédie de Hillsborough en 1989, de nouveaux critères de sécurité limitant entre autres le nombre de places debout entrent progressivement en vigueur. Le stade de la Meinau, considéré en 1984 encore comme l'un des plus modernes d'Europe, prend un coup de vieux. Il ne peut ainsi plus accueillir que 26 000 spectateurs pour la venue de l'AC Milan en seizième de finale de la Coupe UEFA 1995-1996.

### Années 2010
Aucuns travaux majeurs n'ont été entrepris depuis les années 1990. En raison des déboires sportifs et extra-sportifs du RC Strasbourg durant les années 2000 et 2010, aucun investissement de la part de la ville n'a été fait.
À l'occasion du retour dans le milieu professionnel en 2016 du RCSA, le club et la ville sont tenus d'effectuer des mises aux normes, afin de remplir le cahier des charges imposé par la Ligue de football professionnel, et en vue d'obtenir le montant maximal de droits télévisuels. De ce fait, la Meinau va accueillir une nouvelle salle de musculation. La presse aura aussi droit à une nouvelle salle. Sur le bord du terrain, des bancs de touche seront installés afin de répondre au mieux aux normes actuelles. Des travaux pour la surveillance vidéo sont également effectués, comme des travaux de sectorisation (installation de nouvelles zones VIP, peinture d'éléments métalliques, etc.). Au total, une somme de plus d’un million d’euros va être déboursée. La sonorisation coûtera 1,3 M€ à l’Eurométropole.
Durant l'été 2018, la pelouse du stade est remplacée pour une somme d'un million d'euros aux frais du club. Elle est transformée en pelouse hybride.

### Restructuration du stade (2017 - aujourd'hui)
Lors de la montée en Ligue 1 du RC Strasbourg en 2017, une étude est commanditée par le club, afin de présenter un projet de rénovation profonde du stade, en raison des nombreux enjeux autour du stade. Ce projet, mené par Marc Keller, président du club, prend de l'ampleur, puisque sur les plateaux de télévision et auprès de divers média il en est question. Des travaux de rénovation sont jugés nécessaires, aussi bien par le club que par les élus locaux. Marc Keller réunit le conseil de l'Eurométropole en mars 2018 afin de présenter le projet aux élus. Il annonce que les travaux du stade seront de l'ordre de cent millions d'euros, qu'un naming du stade est prévu, et que chaque collectivité territoriale (région, département, métropole et ville) y prendra part.
Marc Keller annonce en mai 2018 que les quatre collectivités sont favorables avec son projet, que le dossier juridique, montage financier et détails techniques du plan sont en cours d'élaboration, que la capacité du stade sera portée de 26 000 places à 33 000 places environ, et précise qu'il est nécessaire que le stade soit terminé en 2022, au plus tard en 2023. Il n'exclut pas non plus la participation de Strasbourg aux prochains jeux olympiques organisés en France en 2024.
Le 22 juin 2018, la première collectivité publique à mettre à l'ordre du jour de son assemblée plénière est la région, qui vote à l'unanimité une participation financière de 15 à 20 millions d'euros, en approuvant le projet dans son ensemble, et en ayant souligné les nombreux enjeux d'avoir un stade de la Meinau qui fasse la promotion de la région. Les objectifs soulignés du stade sont de pérenniser le RC Strasbourg en Ligue 1, d'augmenter la capacité d’accueil du stade, d'obtenir l’homologation UEFA pour accueillir des compétitions nationales et internationales et de créer de nouveaux services permettant au club de générer des rentrées économiques supplémentaires. La collectivité territoriale du conseil départemental du Bas-Rhin vote également à l'unanimité le 25 juin un financement de 10 millions d'euros pour les travaux du stade. Le conseil municipal de Strasbourg vote le même jour une subvention égale. Le 29 juin 2018, le conseil de l'Eurométropole, propriétaire du stade valide une enveloppe de 20 millions d'euros pour financer les travaux du stade. Les collectivités publiques financent à hauteur de 60% les travaux du stade estimés à 100 millions d'euros.
Le 30 avril 2019, le projet de rénovation du stade est dévoilé. L'objectif sera d'augmenter sa capacité en passant de 26 000 places à 32 500. Cette augmentation se fera en surélevant la tribune sud ainsi qu'en reprenant les gradins en bas de la tribune. Le projet comprend également la création d'une fan zone mais aussi le développement de l'espace VIP. Les travaux seront terminés en 2023.
En parallèle du lancement des travaux de rénovation stade, un appel d'offres est lancé en juillet 2018 afin de modifier la structure de la tribune Ouest, et de la rendre debout.
Par ailleurs, l'arrêt de tramway Krimmeri-Stade de la Meinau de la CTS est réaménagé et installé aux couleurs du RCSA en juillet 2018, afin que l’expérience Racing commence avant même l'arrivée au stade de la Meinau.

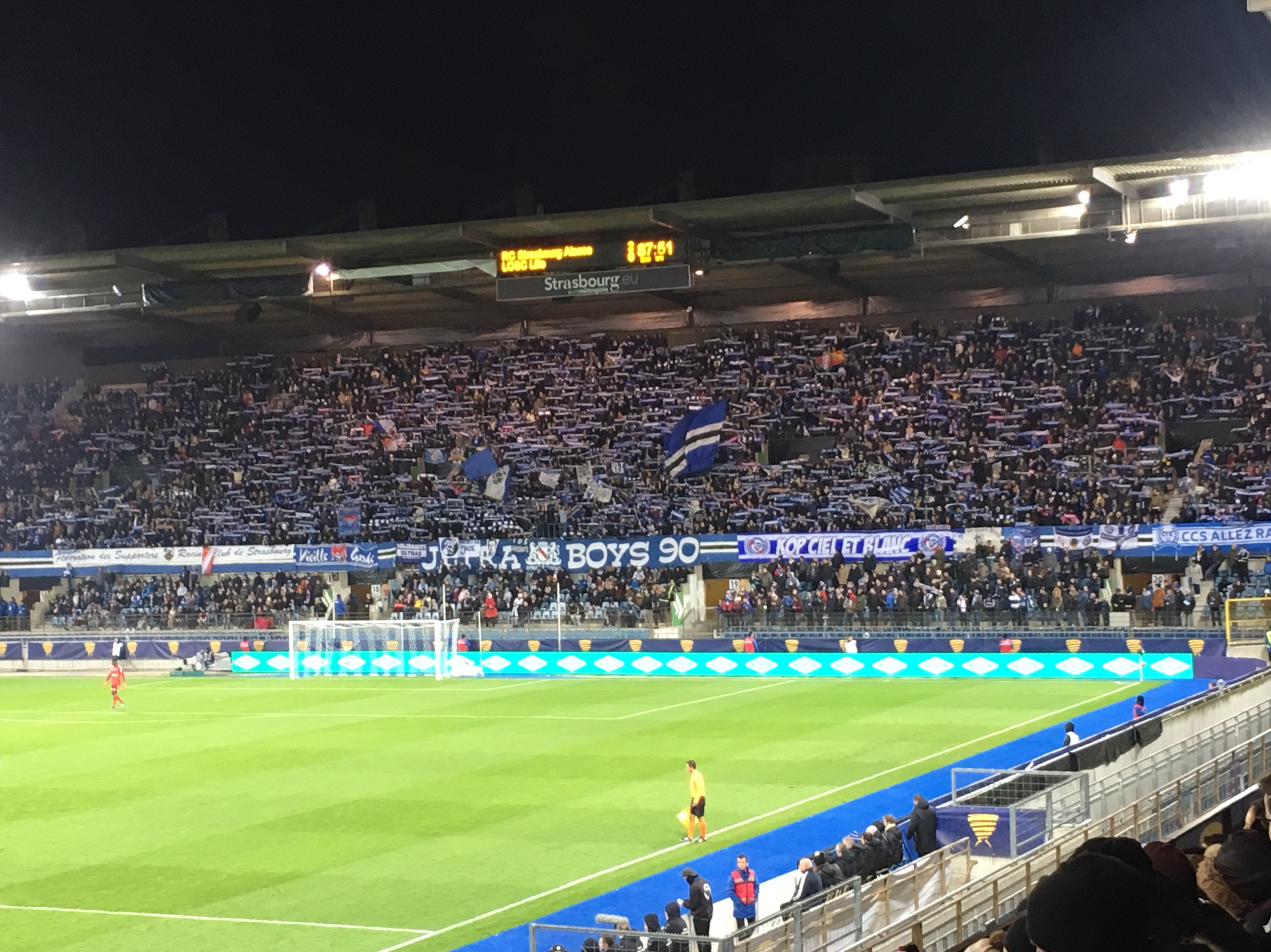
Tribune Ouest debout du stade de la Meinau

A l'été 2018, un appel d'offres afin de transformer la tribune Ouest en tribune "debout" est lancé. L'objectif est d'enlever les sièges et d'installer des barrières anti-déferlement. La ligue de football professionnel autorise depuis la saison 2018-2019 de ligue 1 des tests de safe-standing, à savoir des tribunes debout, jusqu'alors interdites en France. Les travaux de transformation de la tribune débutent le 7 novembre 2018 par l'arrachement des sièges.
Finalement, le 17 mai 2019, les collectivités, ville, métropole, département et région annoncent un financement total des travaux du stade et annoncent donc garder la maitrise d'ouvrage entière des travaux. Le département et la ville vont participer à hauteur de 12,5 millions d'euros. La région et la métropole vont financer à hauteur de 25 millions d'euros chacune. Les 25 millions d'euros restants seront empruntés par l'Eurométropole et sera remboursée avec les loyers du stade. Le consensus autour du projet est clair : ambition mais réalisme des travaux. Marc Keller, qui porte le projet pour le compte du RCSA explique avoir pris le temps de voir ce qui se fait de mieux en Europe pour « créer la Meinau de demain avec l'ambiance d'aujourd'hui »,. La phase pré-opérationnelle est terminée. Le montage juridique choisi est une maîtrise d'ouvrage publique. Le stade aura 32 000 places dont 6 000 places pour le kop de la tribune Ouest et 3 360 pour les loges. À l'issue de ce vote, une concertation publique est lancée du 20 mai au 12 juillet 2019 afin que les citoyens et acteurs locaux puissent poser des questions et exprimer des attentes.
Le 5 janvier 2021 est annoncé le nom de l'architecte lors d'une conférence de presse à la Meinau. Il s'agit du cabinet anglais Populous qui a déjà travaillé sur plusieurs stades majeurs comme le stade Stade de Wembley, l'Emirates Stadium d’Arsenal, le Groupama Stadium de Lyon ou encore le Tottenham Hotspur Stadium. Populous sera également associé aux architectes strasbourgeois Rey-De Crécy. Le début des travaux est prévu en mai 2022 pour une livraison en 2025.

### Projets avortés
Après le refus de la municipalité de participer à la Coupe du monde 1998, plusieurs projets de rénovation ou reconstruction se succèdent. Le nouveau président du RC Strasbourg Patrick Proisy s'engage ainsi en 1997 pour une rénovation importante avec intégration d'un cinéma et d'un centre commercial. Le projet est abandonné et, en 2000, des travaux nécessaires de mise aux normes sont effectués par la ville pour un montant de plus de 4 millions d'euros. L'ancien joueur du club Marc Keller, devenu manager général en 2001, prépare une possible extension de l'enceinte à 35 000 places en augmentant la capacité des tribunes nord et est. La création d'un bar et d'un restaurant dans le stade à la place de la boutique du club et de la billetterie est également prévue. Cette extension, encore en discussion en 2006 sous la présidence de Philippe Ginestet, n'aboutit pas.
Le 5 juin 2008, le club présente officiellement un projet de construction d'un nouveau stade multifonctionnel, dénommé Eurostadium et devant être mis en service en 2014. Il est prévu que le stade sera financé par des fonds privés et que le RC Strasbourg en sera le « concessionnaire exploitant ». Doté d'une capacité de 42 700 places, le projet de nouveau stade comprend également 90 000 mètres carrés de surface commerciale. L'Eurostadium fait partie du projet initial de la Fédération française de football (FFF) pour l'organisation du Championnat d'Europe 2016. Le coût de l'Eurostadium est tout d'abord estimé à 250 millions d'euros puis réévalué en 2009 entre 300 et 400 millions d'euros. À la suite de problèmes de financement, il est décidé en juillet 2009 de ne pas construire l'Eurostadium,.

Logo de la candidature du stade de la Meinau pour l'Euro 2016.

Pour maintenir les chances de Strasbourg d'accueillir des matchs de l'Euro 2016, la ville présente dès juin 2009 un projet alternatif consistant à reconstruire le stade de la Meinau, pour satisfaire aux normes de l'Union des associations européennes de football (UEFA), détentrice des droits de la compétition. La capacité prévue est de 36 153 places assises grâce à l'ajout d'un niveau supplémentaire sur les tribunes existantes,. En novembre, le projet de reconstruction de la Meinau est sélectionné par la FFF, dont la candidature est à son tour retenue par l'UEFA en mai 2010. Le projet strasbourgeois est finalement retiré par la municipalité deux mois plus tard en raison du coût élevé à la charge de la communauté urbaine de Strasbourg, soit 130 millions d'euros sur un montant total de 160 millions,. En septembre, des actionnaires du RC Strasbourg annoncent vouloir relancer la candidature de Strasbourg pour l'Euro 2016, avec le projet d'un stade de 35 000 places près du Zénith de Strasbourg pour un montant de 85 millions d'euros, dont 85 % de financement public, sans compter les aménagements périphériques. Cette idée de nouveau stade est abandonnée début 2011 à la suite du refus de la ville de Strasbourg de participer à ce financement,.

## Structure et équipements

### Architecture

Plan du stade.

Les tribunes sont disposées autour du terrain de façon continue. Les tribunes nord et sud sont parallèles à la ligne de touche et les tribunes est et ouest sont situées derrière les buts. Des quarts de virage ou tribunes d'angle relient ces quatre tribunes.
Autour de l'aire de jeu, le niveau du rez-de-chaussée s'étend sur 2 mètres et est utilisable par les personnes handicapées physiques. Le rez-de-chaussée est accessible depuis quatre ouvertures aménagées sous les quarts de virage. Les gradins montent sur une hauteur de 16 mètres par rapport au rez-de-chaussée. Chacune des quatre tribunes principales est subdivisée en une zone inférieure dite tribune « basse » qui comprend quinze gradins, et une zone supérieure dite tribune « haute » qui comprend vingt-quatre gradins.

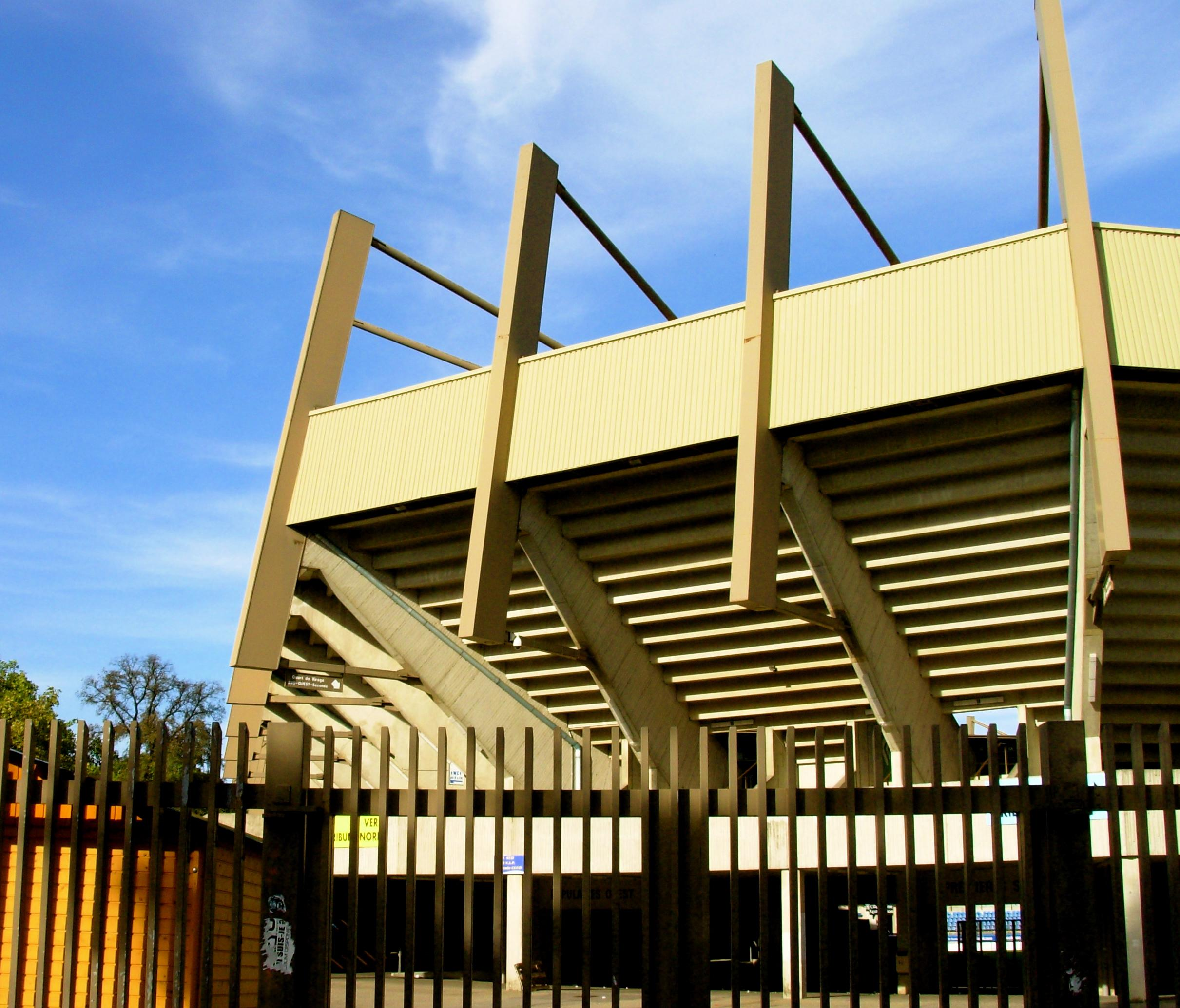
Ouvrages en béton armé et pièces métalliques.

L'enceinte est un mariage de béton armé et de pièces métalliques. Le béton armé, soit 23 500 m3 de béton et 1 200 tonnes d'acier, se retrouve dans la partie inférieure du stade et dans la partie supérieure définissant les tribunes, soit dans les poteaux, murs de refend et façades ainsi que plus haut dans les gradins et les portiques supportant ces gradins. Le contraste entre les différentes structures en béton est accentué par leurs différents parements lisses ou plus structurés.
La structure métallique est en rapport avec la toiture du stade. La charpente de celle-ci est formée par soixante arbalétriers s'étendant depuis le haut des tribunes vers l'intérieur de l'enceinte. Les arbalétriers ont une longueur de 28 mètres et sont répartis tout autour du stade pour supporter les pannes de la charpente. La couverture ainsi que le bardage, le revêtement extérieur du toit, sont réalisés en tôle d'acier nervuré.
La toiture de l'enceinte sportive, d'une surface de 13 850 m2, est soutenue par soixante mâts rectangulaires métalliques de 16 mètres de longueur. Ces derniers sont disposés essentiellement verticalement et sont fixés en leur partie centrale au sommet des portiques. La partie inférieure des mâts est également reliée aux portiques par des tirants rectangulaires. Le sommet des mâts, qui surplombe le stade, retient la charpente par l'intermédiaire de tirants tubulaires, eux aussi métalliques.

### Capacité
Au nombre de places proposées, le stade de la Meinau est en 2010 le douzième plus grand stade français. L'ensemble des quatre tribunes et des quarts de virage offre 29 320 places, dont 24 320 assises et 5 000 debout,. Lors des rencontres internationales, la capacité globale du stade est réduite à 25 000 spectateurs car seules les places assises y sont autorisées pour raison de sécurité. Depuis le retour du RCSA en Ligue 1 en 2017, la capacité de la Meinau est réduite à 26 000 en raison des aménagements imposés par la Ligue de football professionnel.
| Année | Nombre de places disponibles                                         |
| ----- | -------------------------------------------------------------------- |
| 1930  | 18 000                                                               |
| 1951  | 30 000 dont 2 500 assises,                                           |
| 1984  | 42 756 dont 16 637 assises extensibles à 49 982 dont 13 017 assises, |
| 1992  | 29 000 dont 24 000 assises                                           |
| 2017  | 26 000 dont 22 000 assises                                           |

### Équipements
Le terrain de jeu du stade de la Meinau est en gazon naturel et mesure 110 mètres sur 68. La pelouse est entretenue jusqu'en 2011 par une filiale du RC Strasbourg nommée « Racing espace vert », qui dispose alors d'un matériel de ventilation et de chauffage permettant de maintenir le terrain dans un état praticable et d'éviter le gel de la pelouse en cas de neige ou de grand froid,. Cette filiale est placée en cessation de paiements en août 2011 à la suite des difficultés financières du club. Après le dépôt de bilan, l'entreprise Racing espace vert poursuit ses activités en tant que sous-traitant du club, et intervient par exemple pour bâcher et chauffer la pelouse en janvier 2013.
La tribune sud correspond à la tribune présidentielle. Elle abrite des salons de réception et des loges VIP, ainsi que la tribune de presse. Les huit salons de réceptions peuvent accueillir 500 personnes. Les loges VIP sont installées en haut des tribunes sous la toiture. Elles offrent 368 places réparties en 26 loges de 12 places et une loge centrale de 56 places. La tribune de presse comprend 120 postes de travail. Un salon de télévision et un salon presse sont également disponibles pour les médias.
L'enceinte sportive est dotée d'un éclairage de 1 059 lux pour les matchs disputés en nocturne. L'éclairage est assuré par des projecteurs installés sous la toiture. Deux tableaux d'affichage sont installés au-dessus des tribunes est et ouest. Des haut-parleurs sont répartis dans une « galerie technique » suspendue sous la toiture. Le dispositif de sécurité comprend une cellule de vidéosurveillance dotée de 18 caméras.
Le stade abrite une des boutiques du RC Strasbourg. Elle est implantée derrière la tribune Nord. Les locaux administratifs du club sont situés derrière la tribune Ouest. Depuis la reconstruction de 1984 et les travaux de mise aux normes dans les années 2000, l'infrastructure du stade comporte également divers équipements dédiés aux sportifs comme un sauna, une salle de musculation, une salle de massage, une piscine et un espace médical. Deux terrains annexes implantés à côté du stade sont utilisés pour l'entraînement de l'équipe professionnelle du RC Strasbourg.

## Utilisation du stade

### Racing Club de Strasbourg, club résident

Secteurs utilisés au stade de la Meinau par le RCS

Le stade de la Meinau et le terrain sur lequel il est construit sont la propriété de la ville de Strasbourg. Le club résident du stade est depuis 1914 le Racing Club de Strasbourg. Jusqu'en 2002, le stade est « mis à disposition » gratuitement par la municipalité. Depuis lors, la ville et le club sont liés par une convention qui fixe le coût de la location du stade. La première convention valable jusqu'en juin 2006 fixe la location à 400 000 euros par saison. En 2008-2009 et 2009-2010, la location s'élève pour le club à 450 000 euros par an. Jusqu'alors effectué en fin de saison, le paiement de cette somme est mensualisé depuis la saison 2009-2010. Outre le loyer, le RC Strasbourg a à sa charge l'entretien de la Meinau estimé à 500 000 euros par an ainsi que la rémunération des deux concierges du stade,. À la suite des difficultés financières du RC Strasbourg engendrées par la descente du club en National en 2010, la municipalité accepte de réduire le loyer du stade à un montant inférieur à 100 000 euros par an.
En plus d'y disputer ses matchs à domicile en tant que club résident, le RC Strasbourg utilise l'enceinte sportive en d'autres occasions. En début de saison, l'effectif est ainsi présenté officiellement au public lors d'une « journée des supporters » organisée dans le stade. Les grands titres sont célébrés à la Meinau avec les supporters. Le 6 octobre 2006, le Racing y célèbre également son centenaire. À cette occasion, l'histoire du club est passée en revue et l'équipe du titre de champion de France 1979 est fêtée par le public, alors qu'un match de gala est organisé contre l'Olympique de Marseille,.

### Coupe du monde de football de 1938

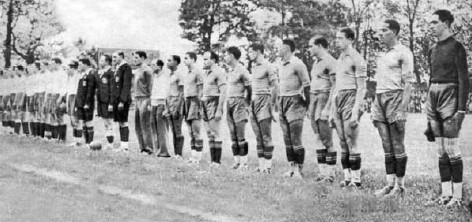
La présentation des sélections brésilienne et polonaise.

Le 5 juin 1938, le stade de la Meinau accueille le huitième de finale de la Coupe du monde de football de 1938 entre le Brésil à la Pologne. La sélection brésilienne est alors considérée comme une équipe très technique mais au « jeu collectif insuffisant », et la Pologne, classée quatrième aux Jeux olympiques de 1936, comme une « nation forte du football ». Cette rencontre, considérée comme l'acte de naissance du football spectaculaire de la sélection brésilienne,, est suivie par 13 452 spectateurs payants, le quotidien sportif français L'Auto parle même d'une affluence proche de 20 000 personnes.
À la 18e minute, Leônidas da Silva ouvre le score 1-0 d'une frappe du pied gauche qui trouve la lucarne d'Edward Madejski. Cinq minutes plus tard, le Polonais Ernest Wilimowski est déséquilibré par le gardien brésilien Batatais : le penalty est transformé par Fryderyk Scherfke. La Seleção reprend l'avantage 3-1 à la mi-temps sur deux buts des attaquants Romeu et José Perácio. En deuxième mi-temps et sur une pelouse devenue entre-temps détrempée, Ernest Wilimowski remet les deux équipes à égalité 3-3 puis 4-4 après un but de loin du Brésilien José Perácio à 4-3. En prolongation, la star de Flamengo Leônidas da Silva inscrit deux autres buts pour donner un avantage de 6-4 pour la Seleção. Malgré un quatrième but de Ernest Wilimowski, c'est le Brésil qui se qualifie 6-5 après prolongation,,.

### Championnat d'Europe de football 1984

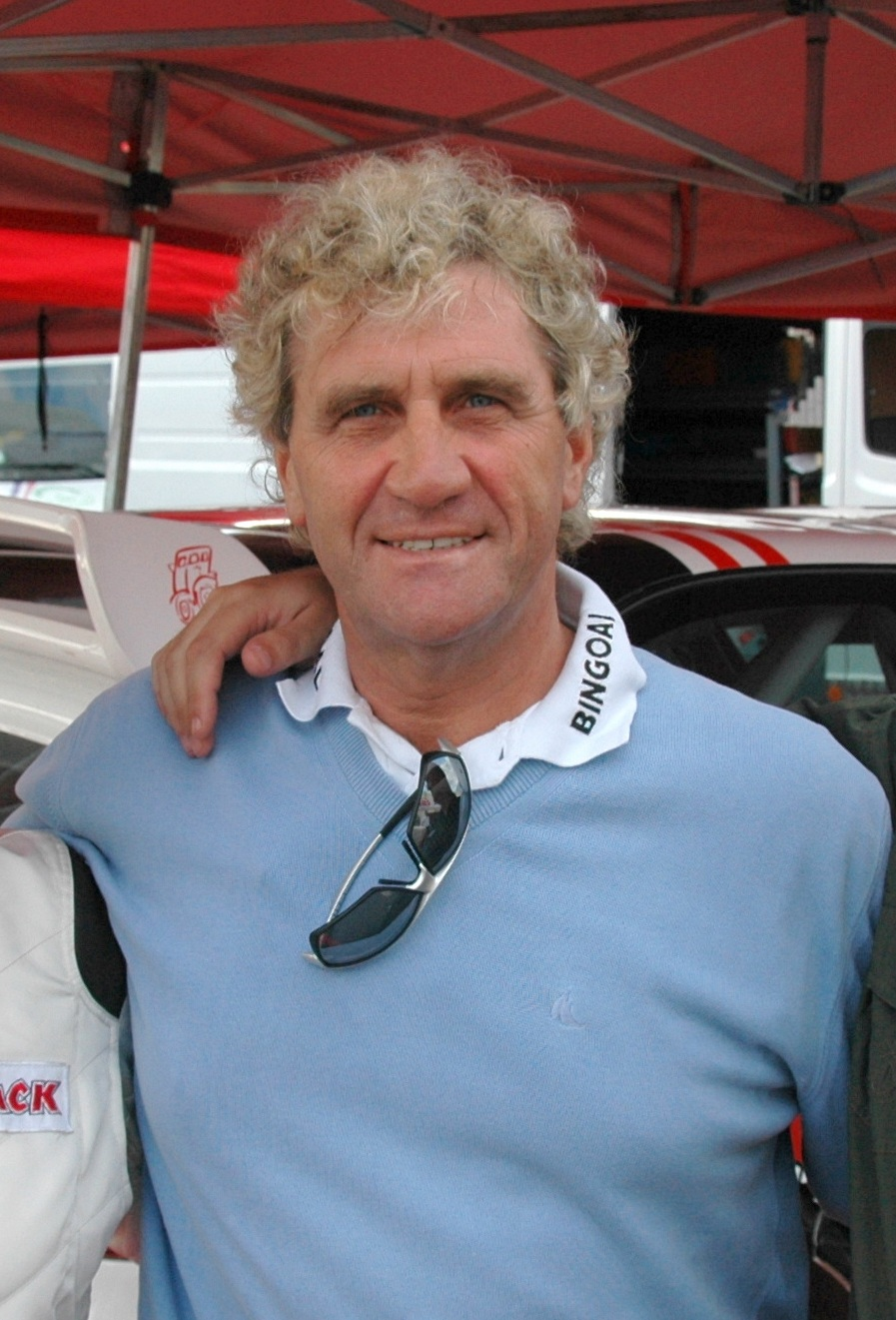
Le gardien belge Jean-Marie Pfaff évolue à la Meinau en 1984.

Deux rencontres du Championnat d'Europe de football 1984 organisé en France sont disputées à la Meinau, dont le premier match du groupe B entre l'Allemagne de l'Ouest et le Portugal. Il s'agit de la meilleure affluence de l'histoire du stade avec 44 566 spectateurs. Les Allemands, tenants du titre et finalistes de la Coupe du monde de 1982, sont favoris de la compétition au même titre que la France. Ils adoptent contre le Portugal une tactique défensive et ne parviennent pas à déstabiliser leur adversaire. La sélection lusitanienne, au sein de laquelle se révèle l'ailier Fernando Chalana, obtient un match nul 0-0,.
Cinq jours plus tard le 19 juin 1984, le Danemark et la Belgique se rencontrent à la Meinau et devant 36 911 spectateurs se disputent la place de deuxième du groupe A derrière la France. Avec le jeune Enzo Scifo comme meneur de jeu, la Belgique mène au score 2-0 grâce aux réalisations de Jan Ceulemans et Franky Vercauteren. À la 41e minute de jeu, le danois Frank Arnesen réduit l'écart à 2-1. En deuxième mi-temps le gardien belge du Bayern Munich Jean-Marie Pfaff encaisse deux autres buts de Kenneth Brylle Larsen et Preben Elkjær Larsen, qui qualifient le Danemark 3-2 pour les demi-finales,.

### Équipes de France

#### Football

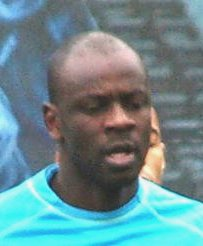
Lilian Thuram et la France s'imposent face à la Finlande en 1996.

Le stade accueille également quatre matchs de l'équipe de France de football entre 1965 et 1996. La première rencontre l'oppose le 25 août 1965 à un club allemand, l'Eintracht Francfort, récent huitième du championnat d'Allemagne de football 1964-1965. Le match nul 2-2, suivi par 18 000 spectateurs, sert de préparation avant le déplacement de la France à Oslo trois semaines plus tard, une rencontre décisive de qualification pour la Coupe du monde 1966 face à la Norvège, alors en tête du groupe et virtuellement qualifiée pour le mondial anglais. Le sélectionneur français Henri Guérin expérimente une nouvelle défense autour du capitaine Robert Herbin, habituellement milieu défensif. L'Eintracht Francfort compte notamment dans son effectif le milieu de terrain Jürgen Grabowski, futur finaliste de la Coupe du monde avec l'Allemagne de l'Ouest un an plus tard.
Le Parc des Princes est en travaux, la France reçoit ensuite à la Meinau la Norvège le 6 novembre 1968 pour son premier match de qualification pour la Coupe du monde 1970. Face à des amateurs « recroquevillé[s] en défense », la France aligne pratiquement son équipe-type et joue de façon offensive dans une configuration tactique en 4-3-3. Dominatrice, elle n'arrive pas à concrétiser ses nombreuses occasions et perd 1-0 devant 18 319 spectateurs sur un but norvégien d'Odd Iversen inscrit à la 67e minute de jeu. Le sélectionneur Louis Dugauguez démissionne après cette défaite, que la France ne peut par la suite plus compenser, elle ne parvient pas à se qualifier pour la Coupe du monde,,.
La rencontre du 18 avril 1984 entre la France et l'Allemagne de l'Ouest est le point d'orgue de l'inauguration de la version moderne du stade de la Meinau après cinq ans de travaux. C'est aussi la première opposition entre les deux sélections depuis la demi-finale à Séville en Coupe du monde 1982. Ce match de préparation pour le Championnat d'Europe de football 1984 est remporté par la France 1-0 sur un but à la 79e minute de Bernard Genghini qui reprend au premier poteau un centre tiré de la droite par Didier Six. Le vainqueur de la partie joue en 4-3-3 avec, au milieu de terrain, Daniel Bravo et Bernard Genghini en meneurs de jeu et Luis Fernandez en milieu défensif,.
Le 29 mai 1996, la France accueille à la Meinau l'équipe de Finlande en match amical de préparation pour le Championnat d'Europe 1996. L'affluence est de 27 156 spectateurs. Le sélectionneur français Aimé Jacquet met au repos des titulaires comme Didier Deschamps, Laurent Blanc ou Zinédine Zidane, tout juste remis d'un accident de la route. Corentin Martins est alors testé au poste de meneur de jeu. Patrice Loko, reprenant de près un centre de Corentin Martins, et Reynald Pedros, d'un lob des 20 mètres, offrent une victoire 2-0 à la France,.
Le 13 octobre 2015, le stade de la Meinau accueille l'équipe de France espoirs face à l'Ukraine. Participent à la rencontre notamment deux futurs champions du monde 2018, Benjamin Pavard et Corentin Tolisso. L'équipe de France vient à bout de l'Ukraine 2 buts à 0, grâce à Thomas Lemar et Adrien Rabiot.
Le 1er septembre 2021, soit plus de 25 ans après son dernier match à la Meinau, l'équipe de France reçoit la Bosnie-Herzégovine à l'occasion d'un match comptant pour les éliminatoires de la Coupe du monde 2022. Menés, les Bleus ont rapidement égalisé grâce à Antoine Griezmann avant de tenir le match nul la majeure partie de la seconde période à dix contre onze, à la suite de l'exclusion de Jules Koundé. Les deux équipes se séparent sur un score de parité (1-1) devant une affluence de 21 754 spectateurs.
| Liste des matchs de l'équipe de France de football disputés au stade de la Meinau | Liste des matchs de l'équipe de France de football disputés au stade de la Meinau | Liste des matchs de l'équipe de France de football disputés au stade de la Meinau | Liste des matchs de l'équipe de France de football disputés au stade de la Meinau | Liste des matchs de l'équipe de France de football disputés au stade de la Meinau | Liste des matchs de l'équipe de France de football disputés au stade de la Meinau | Liste des matchs de l'équipe de France de football disputés au stade de la Meinau |
| N°                                                                                | Date                                                                              | Match                                                                             | Score                                                                             | Compétition                                                                       | Affluence                                                                         |                                                                                   |
| --------------------------------------------------------------------------------- | --------------------------------------------------------------------------------- | --------------------------------------------------------------------------------- | --------------------------------------------------------------------------------- | --------------------------------------------------------------------------------- | --------------------------------------------------------------------------------- | --------------------------------------------------------------------------------- |
| 1                                                                                 | 6 novembre 1968                                                                   | France - Norvège                                                                  | 0-1                                                                               | Éliminatoires de la CM 1970                                                       | 18 319                                                                            |                                                                                   |
| 2                                                                                 | 18 avril 1984                                                                     | France - Allemagne de l'Ouest                                                     | 1-0                                                                               | Match amical                                                                      | 39 978                                                                            |                                                                                   |
| 3                                                                                 | 29 mai 1996                                                                       | France - Finlande                                                                 | 2-0                                                                               | Match amical                                                                      | 27 156                                                                            |                                                                                   |
| 4                                                                                 | 1er septembre 2021                                                                | France - Bosnie-Herzégovine                                                       | 1-1                                                                               | Éliminatoires de la CM 2022                                                       | 21 754                                                                            |                                                                                   |

#### Football féminin

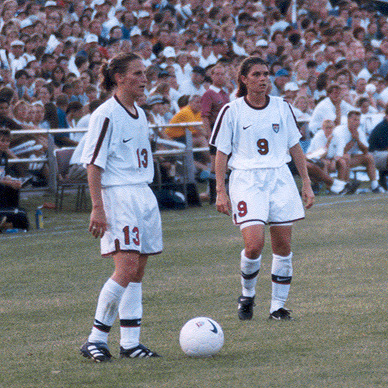
Kristine Lilly (13) et Mia Hamm (9) battent la France à la Meinau.

L'équipe de France féminine de football dispute trois rencontres au stade de la Meinau. En 1995, un tournoi international est organisé pour célébrer le 25e anniversaire du football féminin en France. Outre la France, les équipes du Canada, des États-Unis et de l'Italie participent à ce tournoi disputé sous forme de championnat. Les États-Unis et la France, qui remportent chacun leurs deux premiers matchs, se rencontrent le 15 avril 1995 à la Meinau devant 19 534 spectateurs. Les Américaines s'imposent largement 3-0 sur des buts de Carin Jennings-Gabarra, Kristine Lilly et Mia Hamm,, ce qui leur assure la première place du tournoi.
La deuxième rencontre a lieu le 20 avril 2002 : la France accueille l'équipe féminine de République tchèque en match de qualification pour la Coupe du monde féminine de football 2003. Sandrine Soubeyrand ouvre rapidement le score sur coup franc. Devant les 8 500 spectateurs présents, la France mène 3-0 à la mi-temps après deux autres buts de Marinette Pichon et de Stéphanie Mugneret-Béghé. Gaëlle Blouin inscrit ensuite un quatrième but sur corner à la 49e minute de jeu avant la réduction du score tchèque à 4-1 score final,. Grâce à trois autres victoires dans son groupe de qualification, la France termine deuxième et dispute un barrage contre les autres équipes classées deuxième de leur groupe : la France remporte ce barrage et se qualifie pour la Coupe du monde.
Un match amical est ensuite organisé le 13 février 2013 entre la France et l'équipe d'Allemagne pour célébrer le cinquantenaire du traité de l'Élysée. La dernière opposition entre ces deux sélections date de moins de trois avec un match « enlevé » se terminant sur le score de 1-1. Cette fois-ci, 15 888 spectateurs garnissent la Meinau par un temps froid. Dès la 12e minute de jeu, les Allemandes amorcent un « beau mouvement collectif » dans l'axe puis sur le côté droit, où un centre à ras de terre est repris victorieusement par le latéral droit Bianca Schmidt. Les Françaises reprennent ensuite l'avantage 2-1 en dix minutes grâce à un doublé de leur meneur de jeu Louisa Necib : elle marque d'un tir dans la lucarne depuis l'angle opposé de la surface de réparation, puis profite d'une perte de balle du gardien allemand Almuth Schult sur un dribble raté. En deuxième mi-temps, Marie-Laure Delie augmente le score à 3-1 à la 53e avant que les Allemandes reviennent à 3-3 sur un doublé de Nadine Kessler,.
La finale de la coupe de France féminine est organisée le 31 mai 2018 au stade de la Meinau, rencontre qui oppose le PSG à l'OL.

#### Rugby à XV

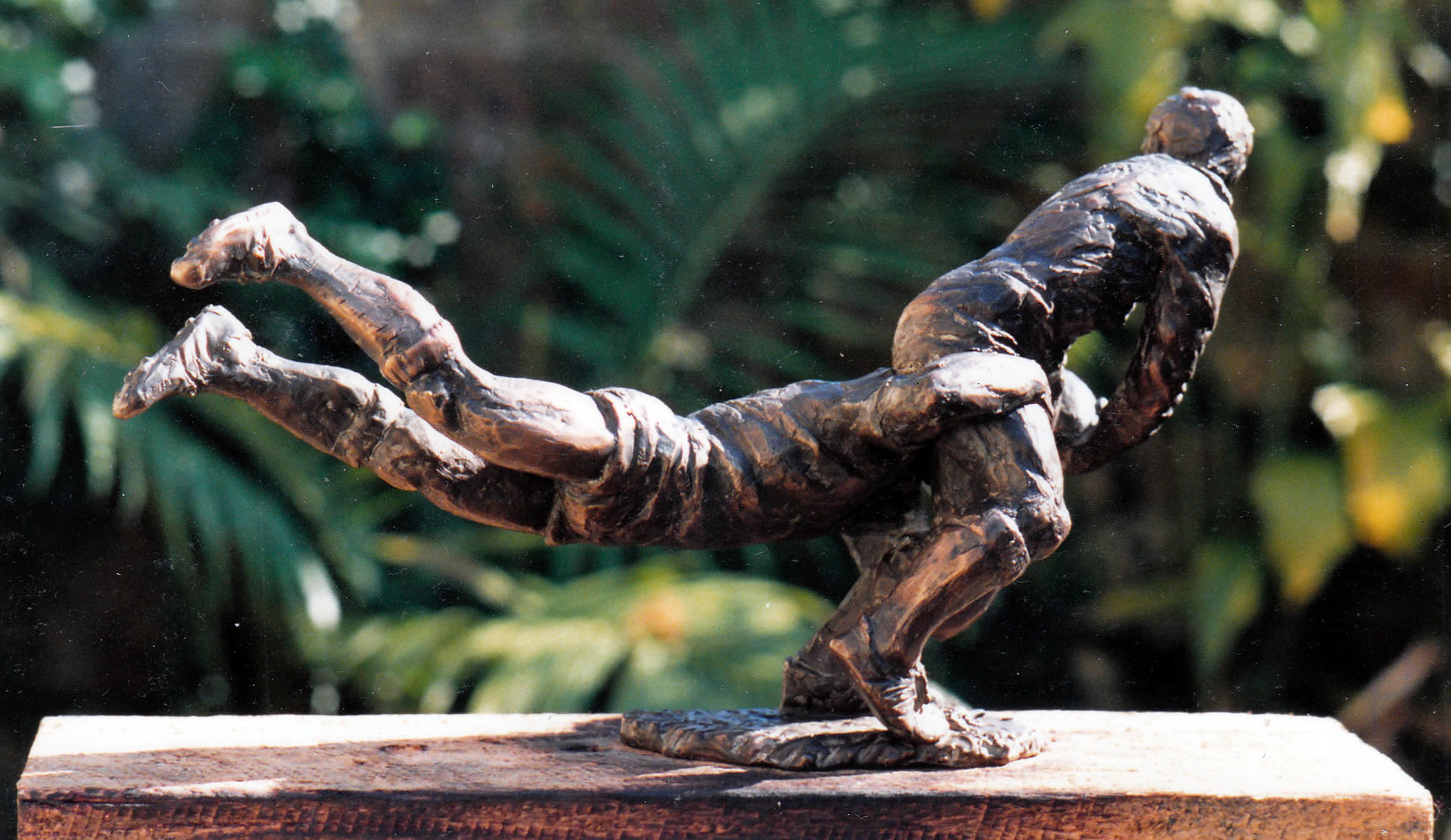
Le Trophée des bicentenaires.

Outre le football, le rugby à XV est également présent au stade de la Meinau. L'équipe de France y dispute un test match contre l'Australie le 4 novembre 1989. Cette rencontre est la première organisée dans le cadre du Trophée des bicentenaires. Ce trophée est alors inauguré pour célébrer les bicentenaires de la colonisation de l'Australie en 1988 et de la Révolution française en 1989. Il est depuis remis en jeu régulièrement entre les deux sélections.
29 568 spectateurs assistent au match. En première mi-temps, le demi d'ouverture Didier Camberabero donne l'avantage à la France 12-10 sur trois pénalités et un drop contre deux pénalités de Michael Lynagh et un essai de Tim Horan pour l'Australie. À la 41e minute de jeu, Didier Camberabero aggrave le score à 15-10 sur sa quatrième pénalité réussie. Les Wallabies prennent ensuite progressivement le large au score avec deux essais transformés de Jim Williams et de David Campese entrecoupés par deux pénalités de Michael Lynagh. À la 79e minute, le trois-quarts centre Tim Horan inscrit son deuxième essai de la rencontre et scelle le score à 32-15 pour l'Australie,. Une semaine plus tard, les Wallabies s'inclinent face à la France 25-19 mais remportent la première édition du trophée au score cumulé sur les deux matchs.

### Autres manifestations

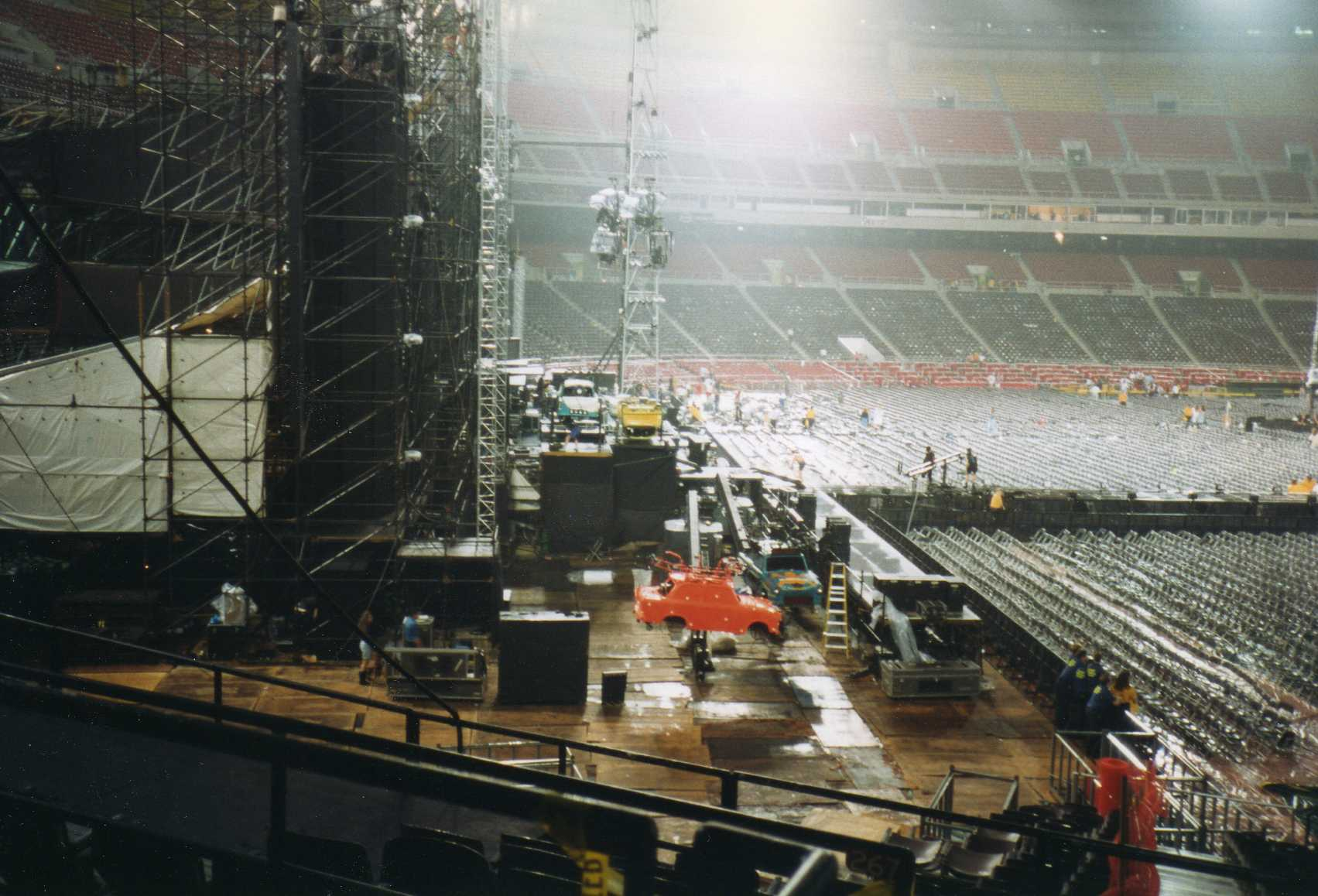
Scène de la tournée Zoo TV Tour du groupe de rock U2.

Le 22 avril 1970, les clubs du Górnik Zabrze et de l'AS Rome jouent leur match d'appui à la Meinau, dans le cadre des demi-finales de la Coupe d'Europe des vainqueurs de coupe 1969-1970. Incapables de se départager lors des deux premières manches (1-1 puis 2-2), ce troisième match se termine également sur un résultat nul (1-1) et les deux équipes jouent finalement leur qualification à pile ou face (victoire du club polonais).
Le 11 mai 1988, la finale de la Coupe d'Europe des vainqueurs de coupe 1987-1988 se déroule au stade de la Meinau. La partie oppose l'Ajax Amsterdam, tenant du titre, et le FC Malines, dont c'est la première apparition en coupe d'Europe. La rencontre semble déséquilibrée mais dès la fin du premier quart d'heure de jeu, les Néerlandais sont réduits à 10. En deuxième mi-temps, Piet den Boer reprend victorieusement de la tête un centre d'Eli Ohana : 1-0 pour Malines qui soulève ensuite la coupe.
À l'occasion du 2000e anniversaire de la ville, le pape Jean-Paul II se rend à Strasbourg lors de son pèlerinage apostolique en France du 8 au 11 octobre 1988,. Une rencontre avec des jeunes catholiques européens est organisée au stade de la Meinau le premier jour du pèlerinage,. Le lendemain, le pape se rend à nouveau dans le stade pour y célébrer une messe. La cérémonie liturgique regroupe 40 000 personnes.
La Meinau accueille également quelques concerts importants. Le 23 juin 1993, le groupe de rock U2 s'y produit dans le cadre de la partie européenne dénommée Zooropa de sa tournée mondiale, le Zoo TV Tour. La première partie du spectacle est assurée par le groupe Stereo MC's et par The Velvet Underground, reformé pour l'occasion. Le groupe britannique Pink Floyd donne ensuite un concert le 9 septembre 1994 lors de sa tournée The Division Bell Tour organisée après la sortie de l'album du même nom. Pour la tournée anniversaire de ses 60 ans, Johnny Hallyday est de passage au stade de la Meinau le 22 juin 2003. Le concert, avec Yannick Noah en première partie, est vu par 33 000 personnes.

## Affluence

### Record d'affluence

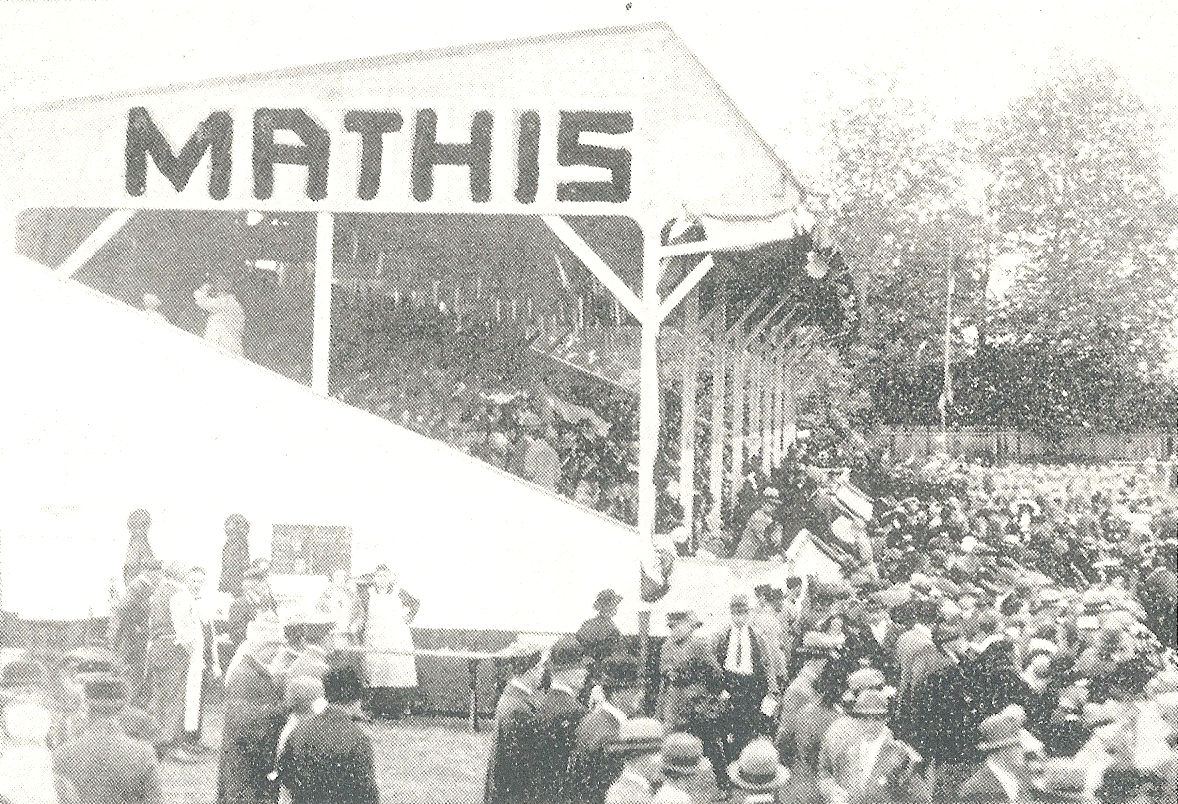
Tribune dans les années 1930

La meilleure affluence de l'histoire du stade de la Meinau date du Championnat d'Europe de football 1984. Dans la première rencontre du groupe B, les sélections d'Allemagne de l'Ouest et du Portugal font match nul 0-0 devant 44 566 spectateurs,, d'autres sources donnant une affluence de 47 950 spectateurs. Deux autres rencontres entre sélections font partie des dix meilleures affluences : France - Allemagne de l'Ouest en 1984 ainsi qu'une autre partie du Championnat d'Europe 1984.
Pour un match de clubs, la meilleure affluence est la finale de la Coupe d'Europe des vainqueurs de coupe 1987-1988 entre l'Ajax Amsterdam et le FC Malines. La victoire 1-0 du club belge est célébrée par 39 446 spectateurs. Les autres plus belles affluences de rencontres entre clubs mettent en scène le Racing Club de Strasbourg, club résident de la Meinau. Parmi celles-ci, la rencontre de Division 1 1992-1993 entre le RC Strasbourg et l'Olympique de Marseille, meilleure équipe française du moment et quadruple championne nationale en titre, est suivie par 39 033 spectateurs,.
| Rang | Spectateurs | Compétition                            | Rencontre                              | Date              |
| ---- | ----------- | -------------------------------------- | -------------------------------------- | ----------------- |
| 1    | 44 566      | Championnat d'Europe                   | Allemagne de l'Ouest - Portugal        | 14 juin 1984      |
| 2    | 39 978      | Match amical d'inauguration            | France - Allemagne de l'Ouest          | 18 avril 1984     |
| 3    | 39 446      | Coupe d'Europe des vainqueurs de coupe | Ajax Amsterdam - FC Malines            | 11 mai 1988       |
| 4    | 39 033      | Division 1                             | RC Strasbourg - Olympique de Marseille | 20 novembre 1992  |
| 5    | 36 991      | Championnat d'Europe                   | Danemark - Belgique                    | 19 juin 1984      |
| 6    | 36 229      | Coupe de France                        | RC Strasbourg - FC Metz                | 12 avril 1995     |
| 7    | 35 864      | Division 1                             | RC Strasbourg - AS Saint-Étienne       | 22 septembre 1978 |
| 8    | 35 709,     | Division 2, barrages d'accession       | RC Strasbourg - Stade rennais          | 13 mai 1992       |
| 9    | 35 065      | Division 1                             | RC Strasbourg - Olympique de Marseille | 25 mars 2000      |
| 10   | 35 000      | Division 1                             | RC Strasbourg - AS Saint-Étienne       | 30 octobre 1979   |

### Affluence par saison du Racing Club de Strasbourg
Depuis la saison 1945-1946, les meilleures affluences moyennes à domicile du Racing Club de Strasbourg sont obtenues en 1993, année de remontée en Division 1 avec 21 773 spectateurs, et en 1979, année du titre de champion de France avec 21 086 spectateurs. Les moyennes s'améliorent en général à l'occasion des montées en première division ; la plus forte progression d'une saison sur l'autre faisant suite à la montée en D1 de 1977 avec une progression de 15 219 spectateurs. L'année du retour de Gilbert Gress au poste d'entraîneur en 1991 est aussi celle de la deuxième plus forte augmentation de l'affluence moyenne (+8 904 spectateurs, de 7 353 à 16 257) même si le club joue cette année-là en Division 2,.
Après sa liquidation judiciaire à l'été 2011, le club redémarre en Championnat de France amateur 2, soit en cinquième division, et établit en l'espace de trois saisons et deux promotions successives des nouveaux records d'affluence en CFA 2, CFA puis National. L'affluence record du CFA 2 passe ainsi de 4 734, à 10 883 spectateurs lors du derby du 5 novembre 2011 entre le Racing et le SC Schiltigheim. La saison suivante en 2012-2013, le Racing bat le record d'affluence pour un match de quatrième division avec 13 260 spectateurs contre l'AS Lyon-Duchère puis 20 044 spectateurs contre le Football Club de Mulhouse,. Un an plus tard, lors de la réception des Sports réunis Colmar en avril 2014, le Racing établit une nouvelle affluence record du championnat National avec 20 403 spectateurs,. Le stade de la Meinau bat son propre record à deux reprises l'année suivante: une première fois lors du derby alsacien du 13 février 2015, avec 25 096 spectateurs, puis lors de la 34e et dernière journée du championnat de National 2014/2015, le 22 mai 2015, qui a vu s'affronter le Racing Club de Strasbourg à l'US Colomiers devant 26 724 spectateurs.
À la saison 2017-2018, qui marque le retour du Racing en première division, le club bat son record personnel d'affluence datant de la saison 1992-1993, puisque 24083 spectateurs se sont rendus à la Meinau, avec sept guichets fermés, et un taux de remplissage de 91%.

## Environnement et accès

### Situation
Distant de trois kilomètres du centre-ville de Strasbourg, le stade de la Meinau est situé au nord du quartier de la Meinau dans la zone d'un ancien glacis militaire,. L'enceinte sportive est localisée dans une zone inondable à constructibilité limitée dans le plan d'occupation des sols de la ville. Le stade est bordé à l'est par le cours du Rhin Tortu, un bras non canalisé du Rhin, qui est également appelé le Krimmeri. Au nord-est installé un institut universitaire de formation des maîtres et au sud-ouest s'étend un ensemble résidentiel. Une « demi ceinture verte » se trouve au sud du stade de la Meinau : celle-ci comporte des jardins familiaux, un étang et le parc Schulmeister,.
Le site du stade s'étend sur dix-neuf hectares. De l'autre côté du Krimmeri, à l'est du stade, sont installés les deux terrains d'entraînement du RC Strasbourg,. Plusieurs passerelles permettent de rejoindre les terrains d'entraînement depuis le stade. Le centre de formation du club inauguré en octobre 2000 se trouve à proximité de l'enceinte de la Meinau, à moins d'un kilomètre à l'est en longeant la voie ferrée reliant la gare de Strasbourg à la gare frontalière allemande de Kehl,.

### Desserte en transports

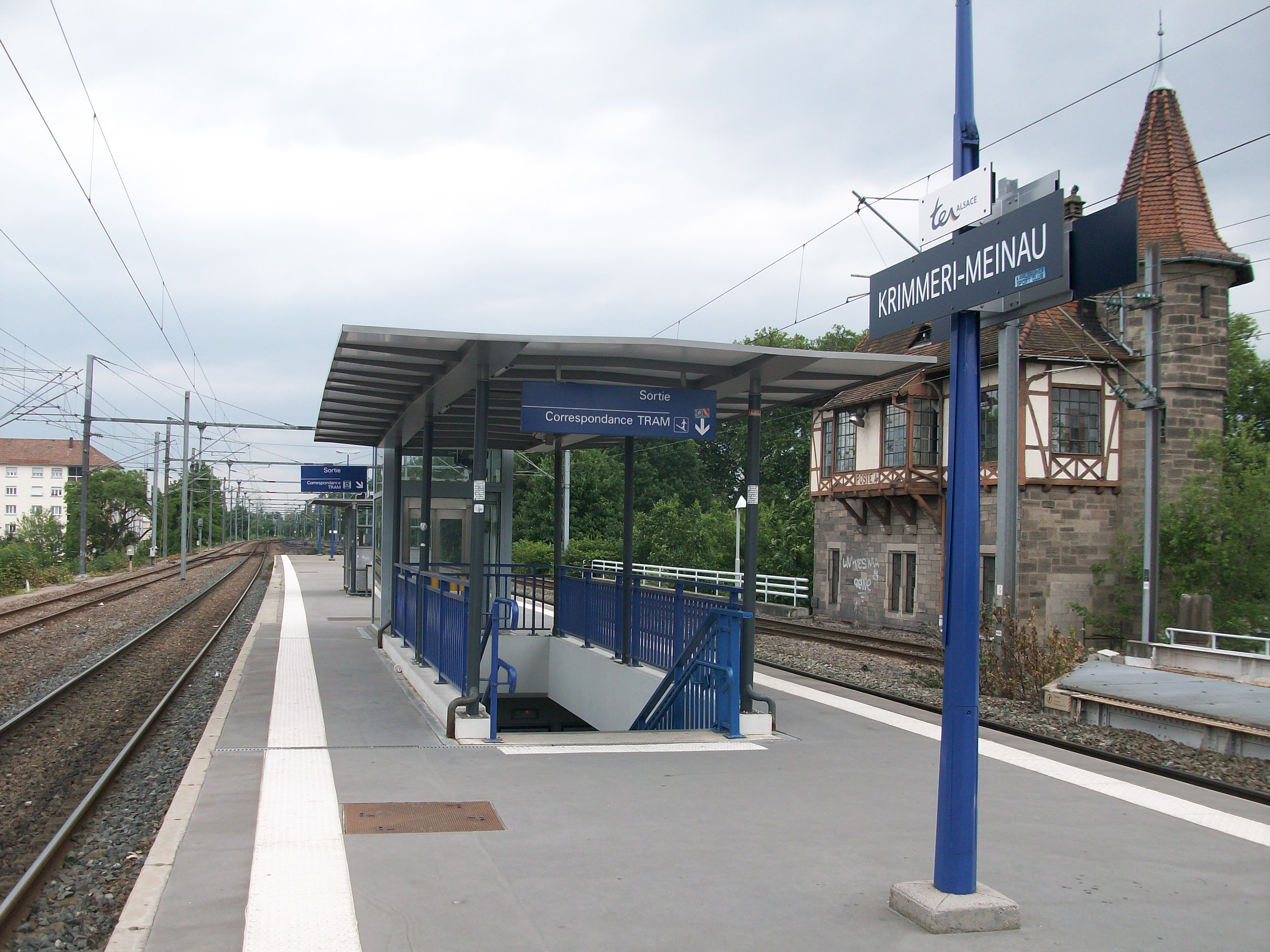
Quais 1 et 2 de la gare de Strasbourg-Krimmeri-Meinau.

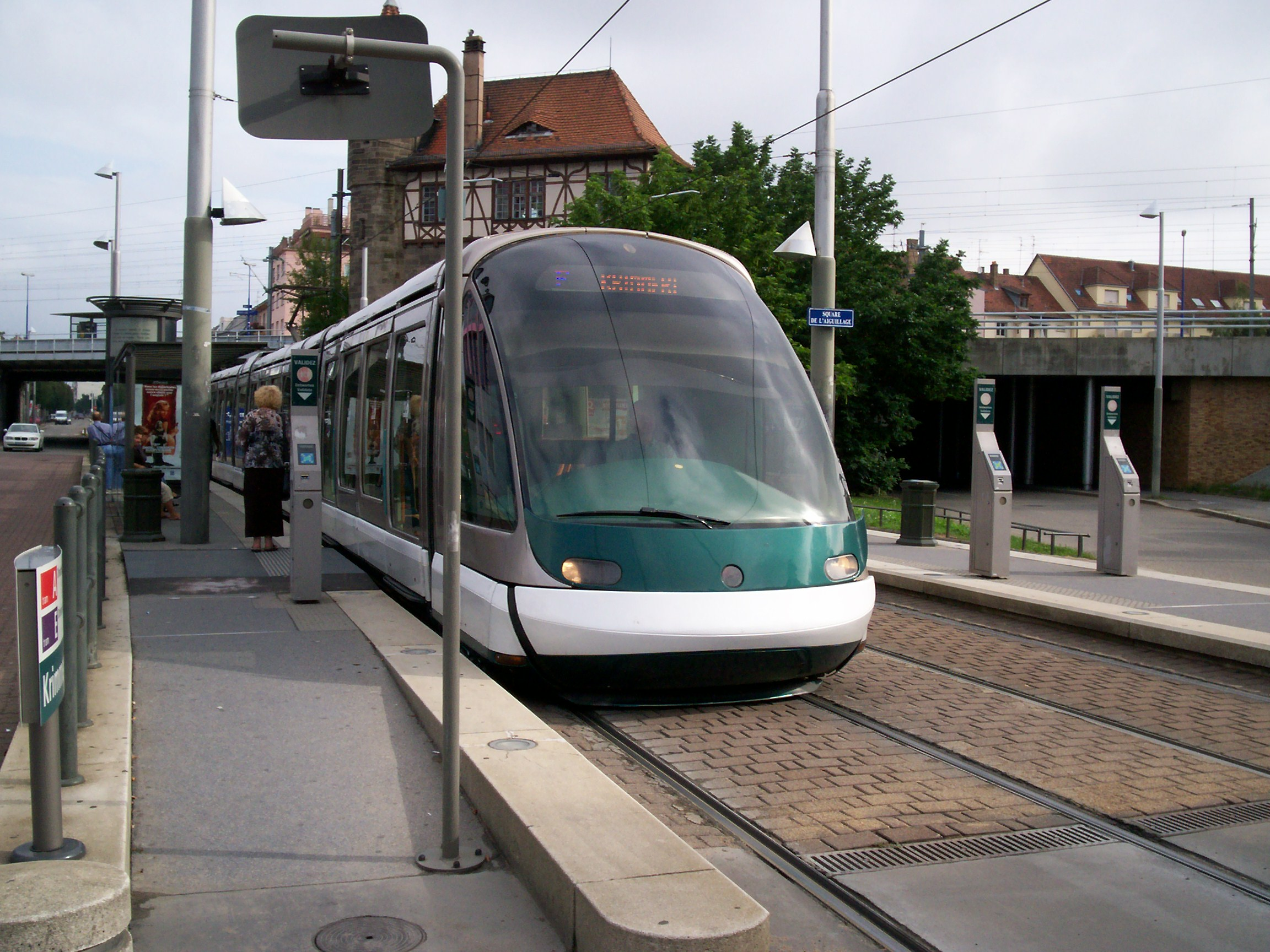
Station Krimmeri Stade de la Meinau du tramway de la ville.

Le stade de la Meinau est accessible en transport en commun et notamment en bus, tramway et train. Il est desservi par le réseau de bus de la Compagnie des transports strasbourgeois (CTS).
Depuis l'inauguration du tramway de Strasbourg en 1994, les spectateurs peuvent se rendre au stade depuis la station Krimmeri Stade de la Meinau de la ligne A du réseau de tramway. Cette ligne relie l'ouest de l'agglomération strasbourgeoise au sud de celle-ci. À partir de 2007, le stade est également desservi par la ligne E du tramway qui traverse l'agglomération du nord au sud.
La gare de Strasbourg-Krimmeri-Meinau, située à proximité du stade, fait partie du réseau de transport ferroviaire exploité par la Société nationale des chemins de fer français (SNCF). Elle est desservie par le TER Alsace, le réseau de transport express régional de la région Alsace, et est accessible depuis le réseau ferroviaire à grande vitesse de la LGV Est européenne et de la LGV Rhin-Rhône par la gare de Strasbourg,.
En voiture, le stade est accessible depuis le réseau autoroutier par la sortie numéro 5 « Baggersee » de l'A35 qui relie l'Alsace du nord au sud. Le stade dispose d'un parking d'une capacité estimée à mille places de stationnement et des parcs relais permettent aux automobilistes d'accéder à l'enceinte sportive en transport en commun. Enfin, le stade se trouve à seize kilomètres de l'aéroport de Strasbourg Entzheim.